# Aktedrilus giboi
Aktedrilus giboi är en ringmaskart som beskrevs av Wang och Erséus 200. Aktedrilus giboi ingår i släktet Aktedrilus och familjen glattmaskar. Inga underarter finns listade i Catalogue of Life.